# Hrabstwo Richmond (Wirginia)

Piramida wieku hrabstwa

Hrabstwo Richmond – hrabstwo w USA, w stanie Wirginia, według spisu z 2000 roku liczba ludności wynosiła 8809. Siedzibą hrabstwa jest Warsaw.

## Geografia
Według spisu hrabstwo zajmuje powierzchnię 559 km², z czego 494 km² stanowią lądy, a 65 km² – wody.

### Miasta
- Warsaw